# Pavao Kero
Mons. dr. Pavao Kero, hrvatski katolički svećenik. Preko 35 godina bio je ravnateljem Stalne izložbe crkvene umjetnosti. Grad Zadar dodijelio mu je za to nagradu za životno djelo.